# Jaagruti
Jaagruti (Hindi, übersetzt: Erwachen) ist ein Hindi-Film von Suresh Krishna aus dem Jahr 1993.

## Handlung
Der Mafia-Boss wünscht, dass einer seiner Leute zum Minister wird, damit er kriminelle Geschäfte unbestraft abwickeln kann. Doch der unbestechliche Offizier Vishal steht ihm im Weg. Vishals jüngere Bruder Jugnu ist ein unseriöser Kerl, der die ganze Zeit mit seiner Freundin Shalu verbringt.
Beim Kampf für die Macht gehen Kriminelle brutal vor, und einfache Leute fallen ihnen zum Opfer. Offizier Vishal wird entführt und vor Jugnus Augen getötet. Jugnu selbst wird vermisst und für tot gehalten. Schockiert von dem grausamen Verbrechen beschwert sich Gandhian Raghunath beim Hauptminister Omiji. Doch als Omiji versucht, sich über den Fall zu erkundigen, wird sein Sohn dem Verkauf von der verdorbenen Glukose an Krankenhäuser beschuldigt, was einige Todesfälle verursacht haben sollte. Omiji zögert und das kostet dem Gandhian Raghunath das Leben. Plötzlich taucht Jugnu wieder auf und möchte sich für seinen Bruder und alle unschuldigen Opfer rächen.